# Crocidura nanilla
Crocidura nanilla — вид ссавців родини мідицевих (Soricidae). Зустрічається в Гвінеї, Кенії, Мавританії, Сенегалі, Танзанії та Уганді. Його природне місце проживання — савана.